# Journal of Computational Acoustics
Journal of Computational Acoustics is een internationaal, aan collegiale toetsing onderworpen wetenschappelijk tijdschrift op het gebied van de akoestiek en computersimulatie. De naam wordt in literatuurverwijzingen meestal afgekort tot J. Comput. Acoust. Het wordt uitgegeven door World Scientific. Het eerste nummer verscheen in 1993.